# Nippononeta sinica
Nippononeta sinica är en spindelart som beskrevs av Andrei V. Tanasevitch 2006. Nippononeta sinica ingår i släktet Nippononeta och familjen täckvävarspindlar. Inga underarter finns listade i Catalogue of Life.